# Wieża Bismarcka w Katowicach

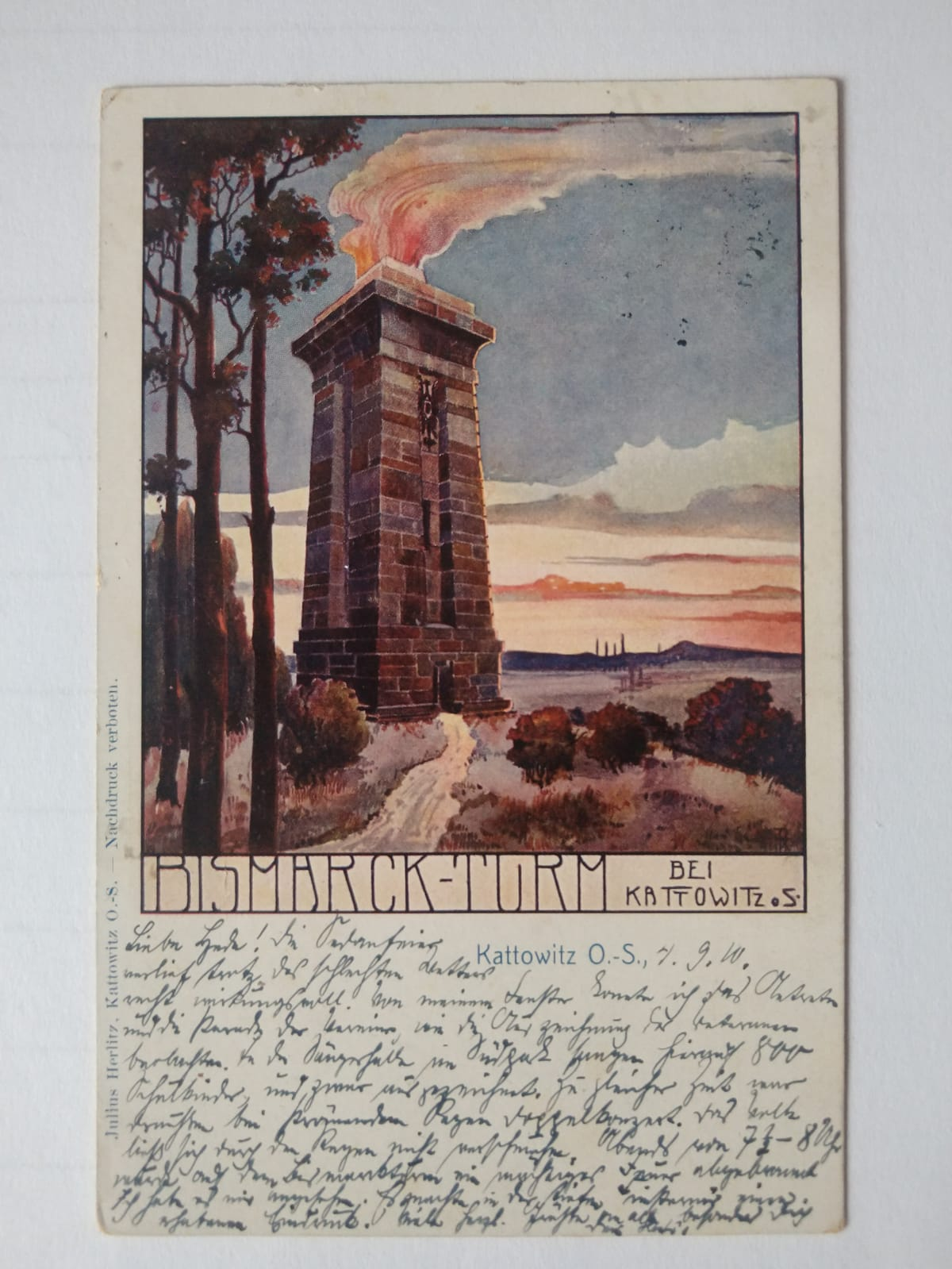
Pocztówka z 1910 r. przedstawiająca Wieżę Bismarcka

Wieża Bismarcka w Katowicach (niem. Bismarckturm in Kattowitz) − prosta budowla w kształcie wieży, sławiąca kanclerza niemieckiego Ottona von Bismarcka. Znajdowała się w parku im. Tadeusza Kościuszki (niem. Süd Park). Rozebrana w 1934 roku.
Wieżę wzniesiono na parkowym Wzgórzu Beaty (najwyższy punkt ówczesnych Katowic) w 1903 roku. Teren pod budowę przekazał nieodpłatnie hrabia Tiele-Winckler. Budynek zaprojektował nieodpłatnie dyrektor szkoły budowlanej G. Meyer z Katowic, który był również członkiem komitetu budowy obiektu. Budowniczym był Fedor Rudziński z Katowic, kierownictwo budowy przejął dyrektor G. Meyer. Budowa, której koszty wyniosły ok. 20 tys. ówczesnych marek, została sfinansowana w 90% z darowizn, w szczególności przekazanych na budowę przez "górnośląskich magnatów i wielkich przemysłowców" oraz kasę dawnego niemieckiego klubu gimnastycznego w Katowicach. Położenie kamienia węgielnego wieży miało miejsce 10 maja 1903 r., a jej odsłonięcie odbyło się 30 sierpnia tego samego roku.
Była jedną z trzech postawionych w tym czasie wież na Górnym Śląsku. Posiadała wysokość blisko dwudziestu metrów. Jej podstawa miała zewnętrzne wymiary 7,50 m x 7,50 m, a wewnętrzne 3,50 m x 3,50 m. Jako materiał budowlany wykorzystano miejscowy piaskowiec katowicki. Projekt katowickiej wieży Bismarcka był bardzo zbliżony do standardowego projektu „Götterdämmerung” architekta Wilhelma Kreisa. W przeciwieństwie jednak do projektu Kreisa, naroża trzonu katowickiej wieży były kanciaste (zamiast obłych), podobnie jak w wieży Bismarcka w Ansbach w Bawarii. Na cokole o wysokości ok. 4 m wznosił się trzon wieży, zwężający się ku gzymsowi górnemu. W nadbudówce wbudowano misę ogniową, otoczoną platformą widokową. Do platformy widokowej z misą ogniową prowadziło wejście, usytuowane w cokole i wewnętrzne, żelazne schody. Kwadratowa misa ogniowa miała długość boku 1,12 m. Paliwo stanowił surowy benzen (z fabryki produktów naftowych i smołowych w Świętochłowicach), który pompą był podawany przez system rur do palnika z kutego żelaza. Wysokość płomienia przekraczała 5 m i był on widzialny ze znacznych odległości.
Na murze strony wejściowej (strona wschodnia) znajdował się medalion z brązu autorstwa rzeźbiarza Danza, przedstawiający podobiznę Bismarcka, po stronie zachodniej herb Bismarcka. Nad herbem znajdowała się wysoka na 2,50 m płaskorzeźba, przedstawiająca orła cesarskiego z brązu, wykonana w odlewni Gerdes w Katowicach.
W 1925 nadano parkowi imię Tadeusza Kościuszki. W tym czasie umieszczono medalion z portretem Naczelnika i tablicę poświęconą Tadeuszowi Kościuszce na Wieży Bismarcka. Zaprzestano też używania nazwy Wieża Bismarcka, zmieniając nazwę na wieża widokowa. Wieżę ostatecznie rozebrano w 1934 z inicjatywy wojewody śląskiego Michała Grażyńskiego, a jej elementy wmurowano w fundamenty budowanej katedry katowickiej. Pod koniec lat trzydziestych XX wieku w rejonie Wzgórza Beaty zaczęto tworzyć zalążek skansenu. Sprowadzono wówczas do parku drewniany spichlerz z Gołkowic (z 1688) w powiecie pszczyńskim (spłonął w latach siedemdziesiątych XX wieku) i drewniany kościółek z Syryni.